# Jorge Chevalier
Jorge Alberto Chevalier (4 de enero de 1947) es un militar argentino veterano de guerra de Malvinas (VGM) en situación de retiro con el grado de brigadier general. Fue jefe del Estado Mayor Conjunto de las Fuerzas Armadas (JEMCFFAA) desde el 20 de mayo de 2003 hasta el 26 de junio de 2013.

## Carrera

### Guerra de las Malvinas
Ingresó a la Escuela de Aviación Militar el 3 de febrero de 1964 y egresó de la misma el 15 de diciembre de 1967 con orden de mérito 6 sobre un total de 39 egresados de la Promoción 33 de dicha academia aeronáutica militar.
Con el grado de mayor, Chevalier fue piloto de bombardero Canberra B.MK.62. Como tal participó de las operaciones en la guerra de las Malvinas. El Escuadrón Mk 62 Canberra operó desde la Base Aérea Militar Trelew.
El 1.º de junio de 1982, el mayor Chevalier tripulando el Canberra B-108 junto al primer teniente Ernesto Lozano, comandó la Escuadrilla Huinca, de tres bombarderos. Efectuaron el vuelo de ida al archipiélago y atacaron el monte Kent.

### Jefatura del Estado Mayor Conjunto de las Fuerzas Armadas
El 27 de mayo de 2003 y tras dos días de asumir, el presidente Néstor Kirchner renovó las cúpulas militares. Designó a los titulares de las Fuerzas Armadas mediante el Decreto N.º 23/2003. El brigadier mayor Chevalier asumió como jefe del Estado Mayor Conjunto de las Fuerzas Armadas, reemplazando al teniente general Juan Carlos Mugnolo.
El 16 de octubre de 2003 fue promovido por el poder ejecutivo al grado de brigadier general.
El 26 de junio de 2013, la presidenta Cristina Fernández de Kirchner designó al general de brigada Luis María Carena titular del Estado Mayor Conjunto, al tiempo que cesó en sus funciones a Chevalier. Poco tiempo después, la presidenta pasó a retiro obligatorio a Chevalier y otros once oficiales de la FAA.